# Ceratomegilla
Ceratomegilla  (лат.) — подрод божьих коровок рода Hippodamia. Иногда рассматривается как самостоятельный род.

## Описание
Передний край переднеспинки отчётливо вырезан. Коготки с зубцом у основания. Средние и задние голени с двумя шпорами. Верхняя часть тела в чётных неглубоких точках.

## Систематика
В составе рода:
- Hippodamia notata (Laicharting, 1781)
- Hippodamia rufocincta (Mulsant, 1850)
- Hippodamia undecimnotata (Schneider, 1792)